# Cimarrón (película de 1960)
Cimarrón es una película estadounidense de 1960, dirigida por Anthony Mann, con Glenn Ford y María Schell en los papeles principales. Basada en la novela homónima, de Edna Ferber, publicada en 1929.  
Existe una versión previa titulada de forma homónima, que fue dirigida en 1931 por Wesley Ruggles.
Galardonada con el premio Laurel de Oro 1961 - 3.er lugar: al mejor actor (Glenn Ford).

## Sinopsis
Western atípico. El filme se inicia con una trama en la que un recién casado Yancey Cravat participa con su joven esposa Sabra en una de las distribuciones gratuitas de terreno que tuvieron lugar en Estados Unidos a finales del siglo XIX durante la colonización del Oeste.
Yancey es un carismático idealista que, a lo largo del film, participa en la guerra contra España en Cuba, la lucha por los derechos de los indoamericanos, contra forajidos, contra los incipientes magnates del petróleo, contra los alemanes en la Primera Guerra Mundial. Mientras, Sabra, con un sentido más práctico de la vida, se abre camino cumpliendo el sueño americano al hacer triunfar un periódico.

## Reparto
| Actor                | Personaje           |
| -------------------- | ------------------- |
| Glenn Ford           | Yancey Cravat       |
| Maria Schell         | Sabra Cravat        |
| Anne Baxter          | Dixie Lee           |
| Harry Morgan         | Jessie Rickey       |
| Russ Tamblyn         | Cherokee Kid        |
| Lili Darvas          | Felicia Venable     |
| Arthur O'Connell     | Tom Wyatt           |
| Mercedes McCambridge | Sra. Sarah Wyatt    |
| Vic Morrow           | Wes Jennings        |
| Robert Keith         | Sam Pegler          |
| Aline MacMahon       | Sra. Pegler         |
| Charles McGraw       | Bob Yountis         |
| David Opatoshu       | Sol Levy            |
| Edgar Buchanan       | Juez Neal Hefner    |
| Mary Wickes          | Sra. de Neal Hefner |

## Crítica
Pese a los altos costes de producción, y de la mezcla de estrellas veteranas y futuras estrellas que contaba entre sus actores, la película no fue bien publicitada. En 1961 fue nominada al premio Óscar en las categorías de dirección artística (George W. Davis, Addison Hehr, Henry Grace, Hugh Hunt, y Otto Siegel), y sonido, pero no logró ninguno de los dos galardones. 
Sin embargo, a pesar de que la versión de 1931 recibió premios y mejores críticas, es esta versión la que frecuentemente se repone en los canales de televisión de todo el mundo.